# Папагос-Холаргос
Папа́гос-Холарго́с (греч. Δήμος Παπάγου-Χολαργού) — община (дим) в Греции. Входит  в периферийную единицу Северные Афины в периферии Аттика. Население общины — 44 539 человек по переписи 2011 года. Площадь — 7,325 квадратного километра. Плотность — 6080,41 человека на квадратный километр. Административный центр — Холаргос. Димархом на местных выборах 2014 года выбран Илиас Апостолопулос (Ηλίας Αποστολόπουλος).
Община создана в 2010 году (греч. ΦΕΚ 87Α) по программе «Калликратис» при слиянии упразднённых общин Папагос и Холаргос.

## Административное деление

Административное деление общины:
1 — Холаргос
2 — Папагос

Община (дим) Папагос-Холаргос делится на 2 общинные единицы.